# 纳赫茨海姆
纳赫茨海姆是德国莱茵兰-普法尔茨州的一个市镇。总面积7.21平方公里，总人口549人，其中男性281人，女性268人（2011年12月31日），人口密度76人/平方公里。